# Míchel (Fußballspieler, 1963)
Míchel (* 23. März 1963 in Madrid; bürgerlich José Miguel González Martín del Campo) ist ein ehemaliger spanischer Fußballspieler und heutiger -trainer.

## Karriere als Fußballspieler
Der rechte Flügelspieler begann seine Fußballerlaufbahn in den Jugenddivisionen von Real Madrid. Als Teil der legendären Quinta del Buitre (einem hervorragenden Talentejahrgang mit Spielern wie Emilio Butragueño, Rafael Martín Vázquez, Manolo Sanchís, Miguel Pardeza und Míchel selbst) schaffte er, nach großen Erfolgen in der Zweitmannschaft Castilla, 1984 den Sprung in den ersten Kader. Dort trug er bis zu seinem letzten Spiel der Madridistas die Nummer 8 auf seinem Rücken. Über viele Jahre wurde er, sowohl bei Real Madrid als auch in der spanischen Nationalmannschaft, zum Fixstern auf dem rechten Flügel, wo er mit seinen berüchtigten Flanken für Gefahr sorgte. Eine schwere Knieverletzung in der Saison 1994/95 und der damit verbundene Verlust der Stammposition führten nach insgesamt 20 Jahren im Verein zu seinem Abgang im Jahre 1996. Nach einer Saison beim (mittlerweile verschwundenen) mexikanischen Erstligisten Atlético Celaya, wo er an der Seite seines ehemaligen Madrider Kollegen Emilio Butragueño spielte, beendete Míchel seine Karriere als Fußballspieler.

### Statistik
Er spielte zwischen 1982 und 1996 für Real Madrid in 404 Erstligaspielen und erzielte dabei 96 Tore, dazu schoss er in 53 Pokalspielen neun Tore und in 89 Europapokalspielen 20 Tore für die Königlichen. In 66 Länderspielen (u. a. bei der WM 1986, der EM 1988 und der WM 1990) gelangen ihm 21 Treffer.

## Karriere als Trainer
Nach seiner aktiven Laufbahn war er über mehrere Jahre in der spanischen Medienlandschaft als Fußballexperte und Kommentator tätig, bevor er in der Saison 2005/06 das Traineramt von Rayo Vallecano übernahm. Mit dem kleinen Verein aus Madrid verpasste er in der Segunda División B knapp das Aufstiegsplayoff. Am 5. Juli 2006 wechselte er, unter dem neugewählten Präsidenten Ramón Calderón, zurück zu seinem ehemaligen Verein Real Madrid, wo er ein Jahr lang Trainer der Zweitmannschaft Real Madrid Castilla war. Am 3. Dezember 2008 verließ er den Verein wegen Differenzen mit Klubpräsident Ramón Calderón, obwohl Real Madrid Castilla zu diesem Zeitpunkt die Tabelle der Segunda División B anführte. Im April 2009 wurde er vom FC Getafe als Trainer unter Vertrag genommen. Am Ende der Saison 2010/11 wurde er von seinen Aufgaben entbunden, da das Team in der Tabelle nur knapp über den Relegationsplätzen rangierte. Im Februar 2012 trat er die Nachfolge von Marcelino García Toral beim FC Sevilla an, wurde aber im Januar 2013 nach zahlreichen Misserfolgen des Teams entlassen. Am 4. Februar 2013 wurde er als neuer Trainer von Olympiakos Piräus vorgestellt. Er unterschrieb bis Sommer 2015. Míchel wurde in der Saison 2012/13 Griechischer Meister und Griechischer Pokalsieger. Am 6. Januar 2015 gaben Míchel und Olympiakos Piräus die vorzeitige Vertragsauflösung bekannt. Trotz Europa-League-Qualifikation und einem zweiten Platz in der griechischen Meisterschaft, ein Punkt Rückstand auf den Tabellenführer, konnten die Rotweißen spielerisch nicht gänzlich überzeugen. Dem Trainer wurde außerdem ein teils schlechtes Verhältnis zu einigen Spielern nachgesagt. Míchel wurde zweimal griechischer Meister und gewann einmal den griechischen Pokal. Ihm gelang mit Olympiakos Piräus der Einzug ins Achtelfinale der UEFA Champions League. Darüber hinaus feierten die Rotweißen mit Míchel Achtungssiege gegen Manchester United, Juventus Turin und Atlético Madrid.
Am 7. März 2017 wurde Míchel als Nachfolger von Marcelo Romero Cheftrainer beim spanischen Erstligisten FC Málaga. Nach nur drei Siegen aus 19 Spielen wurde er am 13. Januar 2018 wieder entlassen.
Zum 1. Juli 2019 übernahm Míchel das Traineramt bei dem mexikanischen Verein UNAM Pumas, welches er nach etwas über einem Jahr am 23. Juli 2020 aus familiären Gründen niederlegte. Am 27. Mai 2021 kehrte er nach Getafe zurück. Dort wurde er am 4. Oktober 2021 nach nur einem Punkt aus acht Spieltagen der Saison 2021/22 entlassen.
Nach fast einem Jahr ohne Engagement wurde er am 21. September 2022 als Nachfolger seines Landsmannes Carlos Corberán erneut von Olympiakos Piräus verpflichtet. Im April 2023 trat er von seinem Amt zurück, als die Mannschaft auf dem dritten Tabellenplatz lag. Im Oktober desselben Jahres übernahm Michel das Traineramt beim saudi-arabischen Zweitligisten Al-Qadsiah FC als Nachfolger von Robbie Fowler.

## Erfolge

### Spieler
Real Madrid
- La Liga: 1985/86, 1986/87, 1987/88, 1988/89, 1989/90, 1994/95
- Copa del Rey: 1988/89, 1992/93
- Copa de la Liga: 1985
- Supercopa de España: 1988, 1989, 1990, 1993
- UEFA Cup: 1984/85, 1985/86
- Copa Iberoamericana: 1994

### Trainer
Olympiakos Piräus
- Griechischer Meister: 2012/13, 2013/14
- Griechischer Pokalsieger: 2012/13

### Auszeichnungen
- Fußballer des Jahres in Spanien: 1986
- Torschützenkönig der UEFA Champions League: 1988
- Fußball-Weltmeisterschaft – Bronzener Schuh: 1990
- Ballon d’Or: 4. Platz 1987